# Lovro Šitović
Lovro Šitović (Ljubuški, 1682. – Šibenik, 28. veljače 1729.) bio je hrvatski i bosanskohercegovački pisac.

## Životopis
Podrijetlom je iz muslimanske obitelji. Otac mu je u vrijeme austrijsko-turskog rata (1690.) bio zarobljen u Dalmaciji, pa je njega kao dječaka ostavio kao jamstvo, dok ne prikupi novac za otkup. Dječak je to vrijeme proveo kod franjevaca. Nakon što ga je otac vratio u rodnu kuću, uskoro je pobjegao nazad franjevcima. Kršten je u zaostroškom samostanu u 17. godini i svoje ranije ime Hasan zamijenio imenom Stjepan, a kasnije je uzeo redovničko ime Lovro. U Zaostrogu je završio samostansku školu, a novicijat je započeo u Našicama. Studirao je u Italiji. Kao profesor djelovao je u franjevačkim školama u Makarskoj, Šibeniku i Splitu. Objavio je djelo u stihovima Pisna od pakla (1727.), koje je, kako sam kaže, složio u »hrvatski jezik i pivanje«. Autor je i jedne latinsko-hrvatske gramatike (1713.).
Šitović je prvi franjevački pisac koji je cijelo jedno djelo napisao u stihovima. Njegova Pisna od pakla vjerskog je sadržaja, a pisana je u duhu narodnog pjesništva.

## Djela
- 1713. Grammatica latino-illyrica ex Emmanuelis aliorumque approbatorum grammaticorum libris, juventuti Illyricae studiose accommodata a patre f. Laurentio de Gliubuschi. Venetiis: Typis Antonii Bortoli. Prijevod i prilagodba gramatike Manuela Álvaresa De Institutione Grammaticae Libri Tres ("O osnovama gramatike u tri knjige") na hrvatski jezik. Slijede još dva izdanja iste preradbe: 1742. i 1781.
- oko 1713. Doctrina christiana et piae aliquot cantinelae
- 1727. Pisna od pakla
- 1734. Promišljanja i molitve
- 1752. List nauka krstjanskoga

## Vanjske poveznice
- Herceg-Bosna.org  Arhivirana inačica izvorne stranice od 20. siječnja 2009. (Wayback Machine) Lovro Šitović Ljubušak
- Mario Grčević, Izdanja Šitovićeve epske pjesme, str. 217-226., u: Zbornik o Lovri Šitoviću. Zbornik radova sa znanstvenoga skupa »Lovro Šitović i njegovo doba«, Šibenik – Skradin, 8. – 9. svibnja 2008., gl. ur. Pavao Knezović, Knjižnica Tihi pregaoci, knj. 7, Hrvatski studiji Sveučilišta u Zagrebu, 2009. ISBN 978-953-6682-81-2

## Ostali projekti
|  | Wikizvor ima izvorni tekst Skrušenje |